# Mat Hoffman
Mathew Hoffman (Edmond, Oklahoma, 9 de enero de 1972) es un ciclista profesional de BMX estadounidense, considerado uno de los mejores competidores de la categoría vert ramp de todos los tiempos. Hoffman, quien prefiere ser llamado «Mat», es apodado “El Cóndor” y es dueño de la empresa Hoffman Bikes en Oklahoma. En el año 2002, Hoffman publicó su autobiografía, titulada The Ride of My Life (literalmente, El viaje de mi vida).

## Carrera
En 1983, cuando Hoffman tenía 11 años, compitió en un concurso de BMX en el Madison Square Garden. Había aprendido a andar en BMX por su cuenta y no tenía otros corredores como referencia. Él recuerda: "Cuando llegué a ese concurso dije 'woah, supongo que voy más alto que todos los demás'".
En 1987, a la edad de 15 años, Hoffman se convirtió en el SPROO más joven en unirse al circuito de BMX de estilo libre. Un artículo en la revista Ride comentaba: "¿Qué queda por decir sobre un tipo que ignoró todos los límites establecidos y redefinió la conducción vert - a los 15 años [?]". Ganó el primer concurso en el que participó como profesional y se llevó a casa un cheque de $ 2,200 dólares.
En 1991, Hoffman alcanzó la división profesional y lanzó tanto Hoffman Promotions como Hoffman Bikes.
Desarrolló la serie Bicycle Stunt (BS) para dar a los ciclistas un lugar para competir y mostrar sus talentos. ESPN se unió a Hoffman Promotions en 1995 para producir y televisar la serie cada año. El crecimiento de Hoffman Promotions dio origen a la Hoffman Sports Association (H.S.A.), el organismo organizador de los eventos de BMX Freestyle en todo el mundo, como los X Games de ESPN y todos los eventos internacionales de acrobacias en bicicleta de los X Games.
Hoffman ha producido, dirigido y presentado varias series de televisión para ESPN, incluidas Kids in the Way, HBtv y Mat's World. En febrero de 2008, Hoffman produjo y copresidió el tributo Evel Knievel de Mat Hoffman, con Johnny Knoxville, que se emitió en MTV y contó con acrobacias récord de Travis Pastrana.

### Videojuegos
Activision produjo los videojuegos Mat Hoffman's Pro BMX (2001) y Mat Hoffman's Pro BMX 2 (2002), este último lanzado junto con el programa de televisión Pro BMX 2 Tour de Mat Hoffman, que se transmitió por ESPN2 y está disponible en DVD y VHS.
Hoffman también apareció como un personaje jugable desbloqueable en Tony Hawk's Pro Skater 4 (2002) y Tony Hawk's American Wasteland (2005), también producidos por Activision.

## Heridas
Aún en el mundo del BMX, donde las heridas son frecuentes, Hoffman es conocido por su dureza e inusual tolerancia al dolor. En una entrevista para la revista ESPN The Magazine en 2005, Hoffman describió algunas de sus experiencias, incluyendo un aterrizaje fallido en una práctica, en la que se le reventó el bazo y casi pierde la vida, así como haber tenido una cirugía de reemplazo de ligamentos en la rodilla sin ningún tipo de anestesia. Hoffman ha sufrido muchos accidentes, y ha sido operado en 16 ocasiones.

## Logros deportivos y empresariales
En 1985, Hoffman entró por primera vez en el circuito de Freestyle BMX, como un novato, teniendo apenas 13 años de edad. A los 16 años, era el profesional más joven que el deporte había visto. Un artículo de la revista Ride aseveraba: “¿Qué queda por decir de un tipo que ignoró todos los límites establecidos y redefinió el vert ridding – a los 15 años de edad?” (“What’s left to say about a guy who ignored all established limits and redefined vert riding - at age 15?”).
La carrera de Mat incluye haber efectuado un salto de base en su bicicleta lanzándose a 3500 pies de altura desde unos precipicios en Noruega, y en el año 2002 fijó la marca de salto asistido en una bicicleta cuando alcanzó una altura de 26.6 pies sobre una rampa de 24 pies, para una altura total de 50.6 pies (15.68 metros) sobre el suelo, hazaña que apareció reseñada en el Libro Guinness de los Récords en su edición de 2004, sin que se haya conocido algún intento por romper dicha marca (a mayo de 2007).
Hoffman es un innovador que ha definido el deporte con la creación de más de 100 piruetas, tales como el 900°, el Flip Fakie (que consiste en una voltereta hacia atrás y un aterrizaje en reversa) y el Flair (voltereta hacia atrás con giro de 180°, aterrizando de frente).
Los logros sin paralelo de Hoffman como ciclista se han equiparado a sus logros en el mundo de los negocios. Para 1991, ya había superado el estatus de amateur, tomado la división profesional y llevado el deporte a niveles que se pensaban imposibles, inventando la mayoría de los trucos para vert ramp que existen y se utilizan regularmente en el Freestyle BMX. Frustrado por tener siempre a alguien que condujera su carrera por él, Hoffman abandonó a su principal patrocinador y formó su propia compañía de promoción: Hoffman Promotions. Conformó un equipo con algunos de los mejores exponentes del deporte y comenzó a organizar eventos, entre los que se incluyen el Sprocket Jockey Bicycle Stunt Team.
Hoffman constantemente desafió los límites del diseño y tecnología que la industria del ciclismo ofrecía. Utilizaba muchos modelos de marcas distintas tratando de encontrar una que se ajustara a sus necesidades. Él necesitaba una bicicleta capaz de soportar la rigurosa compresión que el Freestyle requería, y se dio cuenta de que no era el único. Con su siempre creciente ambición, Hoffman se propuso a diseñar y construir su propia bicicleta, lo que conllevó a la creación de su segunda empresa: Hoffman Bikes.
Matt Hoffman ha sido una pieza clave en la construcción del Freestyle BMX como deporte. Él desarrolló las “Bicycle Stunt Series” (conocidas como BS Series, y cuya traducción literal sería Series de Hazañas en Bicicleta) para ofrecer a los deportistas un lugar donde competir y mostrar sus habilidades. El enorme éxito de las BS Series atrajo la atención de ESPN, quien se asoció a Hoffman Productions para producir y televisar el evento anualmente.
El crecimiento de Hoffman Productions dio origen a Hoffman Sports Association (H.S.A. o Asociación Deportiva Hoffman), ente organizador de eventos de Freestyle BMX alrededor del mundo, tales como los X Games de ESPN.
Hoffman y su equipo fueron seleccionados para participar en el evento de clausura de los Juegos Olímpicos de Atlanta 1996, en una producción llamada “Deporte como Arte”. En 1999, H.S.A. desarrolló las “Mat Hoffman's Crazy Freakin’ Bikers Series” (CFB) (literalmente “Series de Ciclistas Locos y Anormales de Mat Hoffman”), que otorga tanto a novatos como a profesionales del Freestyle BMX un lugar de actuación en el cual competir. La H.S.A. no solo organiza, promociona y auspicia las series, sino que también se encarga de producir toda la programación televisiva de las CBF Series, que posteriormente es transmitida a través de ESPN2.
La H.S.A. organiza gran cantidad de eventos anuales de Freestyle BMX tanto en Estados Unidos como en el resto del mundo, incluyendo los X Games y todas las clasificatorias internacionales para estos juegos.
Hoffman ha producido, dirigido y sido anfitrión de numerosos programas para ESPN, incluyendo Kids in the Way HBtv Mat’s World, un segmento de nueve episodios en X-2day y más adelante las CFB Series. También creó un espectáculo llamado Mat Hoffman’s Crazy Freakin’ Stunt Show (El Show de Piruetas Locas y Anormales de Mat Hoffman) para el parque temático de Universal Studios en Orlando (Florida), el cual comenzó en abril de 2003, convirtiéndose en el espectáculo con mayores niveles de ventas en la historia de Universal Studios.
Hoffman se asoció con Activision para producir los videojuegos Mat Hoffman's Pro BMX, y Mat Hoffman's Pro BMX 2; este último salió a la venta en agosto de 2002, en conjunción con el programa de televisión Mat Hoffman's Pro BMX2 Tour. También aparece en los videojuegos Tony Hawk's Pro Skater 4 y Tony Hawk's American Wasteland, también producidos por Activision.
Ha estado involucrado en numerosas películas, tales como Keep Your Eyes Open, producida por Tamra Davis y protagonizada por Spike Jonze; Ultimate X; Triple X; y Jackass The Movie. También fue el presentador de una serie de segmentos detrás de cámaras de la película Tomb Raider 2, y participó también en el programa MTV’s Trippin', presentado por Cameron Diaz.
En septiembre de 2002 publicó su autobiografía, llamada The Ride of My Life, y hubo aproximaciones para adaptarla al cine.
En el año 2001, Hoffman compitió en los X-Games, obteniendo la medalla de bronce, y en la edición de los juegos del año 2002 asombró tanto a la industria como a los fanáticos al completar exitosamente por primera vez un giro de 900° sin manos (No-handed 900), logrando la medalla de plata.
Hoffman participó en el tour Boom Boom Huck Jam, organizado por Tony Hawk, en sus ediciones de los años 2002, 2003 y 2005.
En el año 2005, Hoffman fue elegido Presidente de la International BMX Freestyle Federation (Federación Internacional de Freestyle BMX), el órgano oficial en materia de este deporte, que a su vez es un ente asociado de la Union Cyclists Internacional (UCI) (Unión de Ciclistas Internacional), ente rector del ciclismo ante el Comité Olímpico Internacional (COI).